# 리에스 살렘
리에스 살렘(Lyes Salem, 1973년 1월 1일 ~ )은 알제리의 영화 감독, 배우, 각본가이다.
알제에서 태어났다.

## 영화
- 네프타 풋볼 클럽 (2018년)
- 캐롤 마티유 (2016년)
- 저는 바로 당신의 것입니다 (2015, Je suis à vous tout de suite)
- 사랑과 우정의 중년밴드 (2015년)
- 오란에서 온 남자 (2014년)
- 노바디 엘스 - 마릴린의 편지 (2011년) - 거스 역
- 마거릿과 함께 한 오후 (2010년) - 유세프 역
- 가면무도회 (2008년)
- 당신 삶의 첫번째 휴일 (2008년)
- 델리스 팔로마 (2007년)
- 알렉스 (2005년)
- 검은 밤, 1961년 10월 17일 (2005년)
- 뮌헨 (2005년) - 아랍 가드 역
- 13 구역 (2004년)
- 아메리칸 퀴진 (1998년)